# Paris La Défense Arena
La Paris La Défense Arena est un stade couvert situé à Nanterre, près de l'Arche de la Défense, dans la banlieue ouest de Paris et inauguré le 16 octobre 2017.
D'une capacité maximum avoisinant les 40 000 places pour les concerts, le Racing 92, club de rugby à XV francilien évoluant en Top 14, y dispute ses matchs depuis décembre 2017. La première manifestation accueillie est un concert des Rolling Stones le 19 octobre 2017. Elle accueille les épreuves de natation et la phase finale du water-polo aux Jeux olympiques de Paris 2024.

## Histoire

### Projet de construction

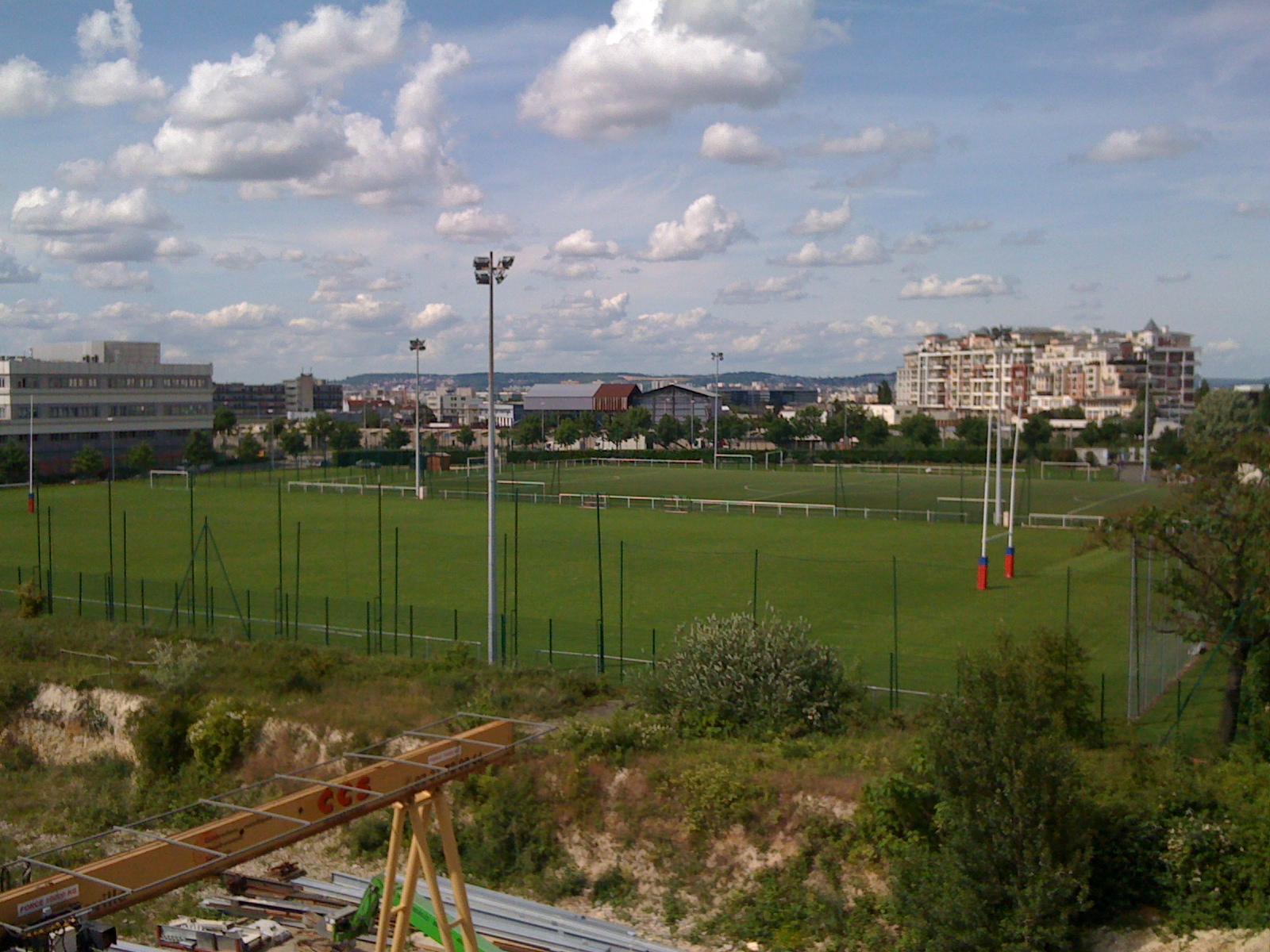
Le stade des Bouvets, emplacement du projet en juin 2010.

Le maître d'ouvrage est Racing Arena, filiale de la holding Ovalto Investissement créée par Jacky Lorenzetti, EPASA et la ville de Nanterre. Le projet est implanté sur les terrains de sports des Bouvets, au pied de l'Arche de la Défense. Bien qu'il soit attendu que 80 % des visiteurs rejoignent le site en transports en commun, le projet comprend un parking de 500 places.
En février 2011, l'architecte français Christian de Portzamparc est choisi pour réaliser l'Arena 92.
Paris La Défense Arena est conçue comme une salle modulable et polyvalente capable d'accueillir 15 289 spectateurs en mode stade de rugby et de 10 000  à   40 000 spectateurs en mode concert. Initialement prévue pour avoir un toit rétractable, elle est finalement dotée d'un toit permanent, les rencontres de rugby se jouant sur une pelouse synthétique. Le choix du toit est lié à des raisons d'acoustique, « Le système d’ouverture et de fermeture n’aurait pas permis une étanchéité suffisante, au niveau décibels, pour respecter la tranquillité des habitants lors d’un concert des Rolling Stones par exemple » selon l'architecte Christian de Portzamparc. Y sont adjoints des locaux commerciaux dans l'enceinte du stade, ainsi que 33 000 m2 de bureaux.

#### Impact sur le quartier
L'affluence en semaine à La Défense est presque calée sur les horaires des travailleurs du quartier. Le quartier étant classé en zone touristique (depuis 2010), les visiteurs sont aussi nombreux le week-end à profiter des vues du quartier et des boutiques majoritairement ouvertes dans le CNIT ou le centre commercial des Quatre Temps. En soirée, l'affluence est cependant très réduite, seuls le cinéma UGC Ciné Cité La Défense et les restaurants qui l'entourent étant ouverts. Paris La Défense Arena va ainsi ponctuellement modifier la grille horaire de l'affluence de visiteurs dans le quartier, tout en augmentant le nombre d'emplois avec les boutiques qu'il contient et la tour de bureaux qui l'accompagne.
Avec le nombre limité de matchs de rugby en saison de Top 14, offrant treize rencontres à domicile, l'aréna et le club résident comptent sur des qualifications pour les phases finales de championnat et sur la coupe d'Europe, celle-ci offrant trois rencontres à domicile lors de la première phase de poule. Paris La Défense Arena étant conçue par ailleurs pour accueillir d'autres spectacles, les estimations prévoient environ une quarantaine de séances par an.

#### Enjeux socio-politiques
Le projet du stade est défendu par le conseil général des Hauts-de-Seine et par la mairie de Nanterre. Le 29 juin 2010, une première étape administrative est franchie : le conseil municipal de Nanterre émet un avis favorable à la reconnaissance d’intérêt général demandée par le préfet des Hauts-de-Seine. Cet avis a été voté par le groupe Communiste et Initiative Citoyenne membre de la majorité municipale et par le groupe d'opposition UMP - UDI. Les autres groupes de la majorité municipale : Socialiste, MRC et Europe Écologie - Les Verts ont voté contre.
À partir d'octobre 2010, la municipalité organise à nouveau des débats et réunions publiques pour présenter le projet. Les socialistes, qui s'opposent toujours au projet, lancent une pétition dans la ville pour dénoncer le projet.
Le 4 novembre 2011, le conseil municipal vote la modification du plan local d’urbanisme et le permis de construire. Le début des travaux est prévu en mars 2012 pour une livraison au troisième trimestre 2014.
Mais le projet a du retard : en septembre 2012, le chantier est bloqué par un recours engagé par une association de riverains. Ceux-ci craignent les nuisances sonores des milliers de spectateurs qui, à la sortie des matchs et autres concerts, traverseront à pied des zones d'habitation pour regagner les parkings et les gares (SNCF, RER et métro) de La Défense.
Le 2 décembre 2013, le Racing Metro officialise le début des travaux avec l'annonce de la pose de la première pierre en février 2014. En mars 2015, au cours d'une visite au journal L'Équipe, Jacky Lorenzetti annonce la prévision de fin des travaux pour décembre 2016, ce qui portera la durée des travaux à 37 mois, depuis leur démarrage en 2013. Le 2 mai 2016, le Racing annonce que le chantier accusera un retard de 9 mois et que l'inauguration est finalement prévue pour le 30 septembre 2017.

### Inauguration en 2017
En configuration spectacle, Paris La Défense Arena est, au jour de son inauguration, la plus grande salle de spectacle d'Europe, devant l'Olimpiisky à Moscou (35 000 places maximum) et très loin devant l'Accor Arena (Palais omnisports de Paris-Bercy) qui contient 20 300 places et l'aréna du stade Pierre-Mauroy à Lille qui peut accueillir 25 000 personnes en configuration concert. Elle est également la seconde plus grande aréna au monde derrière la Philippine Arena. Elle est équipée de 22 buvettes, 95 loges privatives et 1 800 sièges affaires, et dispose d'un mur de projection parmi les plus grands du monde, avec une surface de 1 500 m2.
La façade est couverte de 592 écailles géantes en aluminium et en verre éclairées par 3 000 réglettes LED pouvant varier spectaculairement en 16 millions de couleurs.
En novembre 2016, la salle est renommée « U Arena » en attendant d'obtenir son nom définitif, Paris La Défense Arena.
Les Rolling Stones sont les premiers à y jouer et inaugurent la salle avec trois concerts les 19, 22 et 25 octobre 2017.
Le 25 novembre 2017, le match de rugby à XV France - Japon est la première rencontre organisée au sein de l'enceinte.
Le Racing 92, nouveau club résident, l'inaugure à son tour le 23 décembre 2017 face au Stade toulousain en Top 14.
En juin 2018, la U Arena est renommée la Paris La Défense Arena après la signature d'un contrat de naming entre l'enceinte et l'établissement public local Paris La Défense pour un contrat de 30 millions d’euros sur dix ans.

### Logo

Évolution du logo
Logo de la U Arena de 2016 à 2018.
Logo de la Paris La Défense Arena depuis 2018.

### Direction
La Paris La Défense Arena est gérée par Racing Arena, filiale de la holding Ovalto créée par Jacky Lorenzetti. Racing Arena est successivement présidé par :
- Damien Rajot (directeur général de 2016 à 2020)
- Dominique Serieys (2 septembre 2019 - 30 juin 2022)
- Frédéric Longuépée (depuis le 1er juillet 2022)

Jean-François Lamour, double champion olympique d'escrime et ancien ministre de la Jeunesse, des sports et
de la vie associative, est vice-président d'Ovalto. Il est notamment chargé de la coordination des épreuves de natation des Jeux olympiques 2024 organisées dans la salle nanterrienne.

## Événements
- Si vous ne connaissez pas le sujet, laissez ce bandeau (vous pouvez alors contacter les auteurs).
- Si vous supprimez le contenu mis en cause (vous pouvez préalablement contacter les auteurs),

argumentez précisément cette suppression dans la page de discussion
(un manque de référence n'est pas un argument ; une recherche réelle de référence doit avoir été effectuée, être formellement documentée).

### Meetings politiques
Le 2 avril 2022, La Défense Arena, accueille l'unique meeting d'Emmanuel Macron à 8 jours de l'élection présidentielle française de 2022. 30 000 personnes assistent à l'événement selon l'équipe du candidat,,.

### Compétitions sportives
À partir de 2017, l'enceinte reçoit chaque année le Supercross de Paris, épreuve de motocross se déroulant en intérieur.
À partir du 22 décembre 2017, le Racing 92 joue ses matchs à domicile dans l'aréna. Pour sa première dans la nouvelle enceinte, le Racing s'impose 23 à 19 contre le Stade toulousain. Wenceslas Lauret, troisième ligne du Racing 92, est le premier joueur du club à inscrire un essai dans l'aréna. Le 2 septembre 2018, le Racing 92 s'incline pour la première fois dans son enceinte 17 à 40 face à l'ASM Clermont Auvergne.
Le club de basket de Nanterre, le Nanterre 92, y délocalise parfois des matchs évènements. Le 11 mars 2018, la salle accueuille son premier match de Basket-ball à l'occasion de l'affiche Nanterre 92 - ASVEL. Le record d'affluence pour un match de basket en France est battu (hors équipe nationale) avec un total de 15 220 spectateurs.

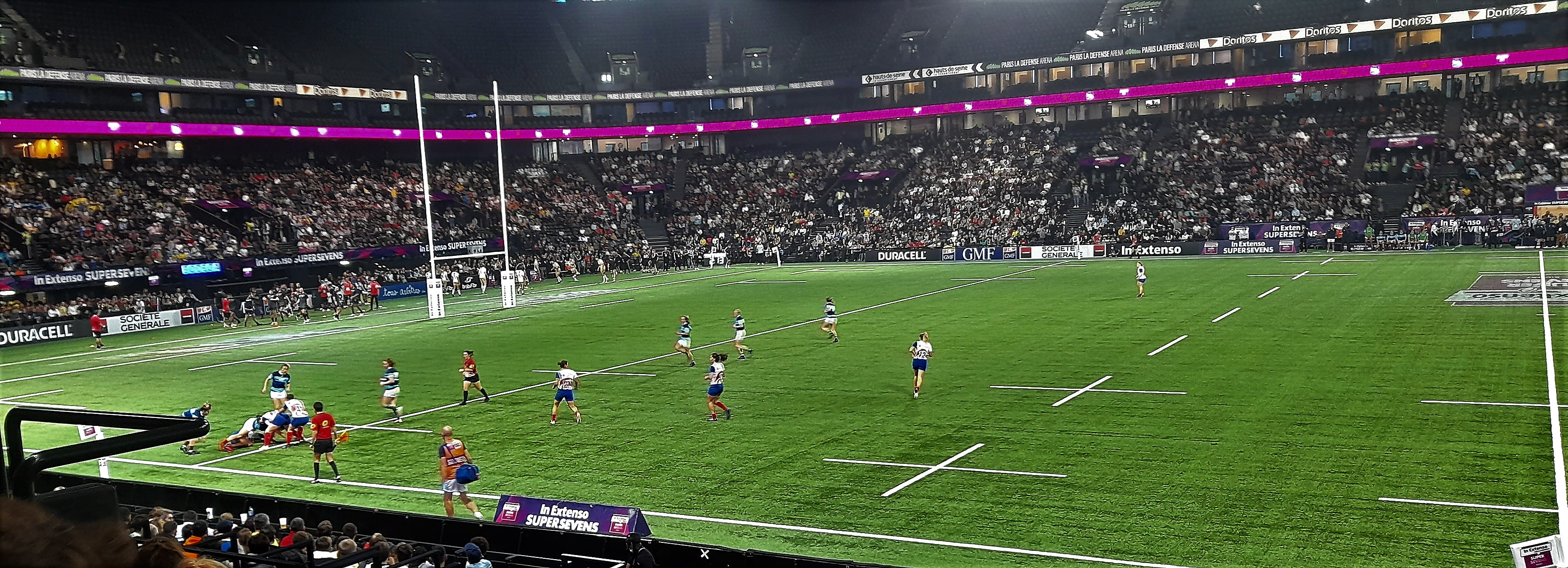
L'équipe de France féminine de rugby à sept contre les Barbarians au Supersevens à Paris La Défense Arena, le 13 novembre 2021.

Le 31 mai 2019, le Racing 92 ne peut jouer son barrage à domicile de Top 14 face au Stade rochelais dans la salle car celle-ci est réservée de longue date par la chanteuse Mylène Farmer pour les répétitions de sa série de concerts. Le Racing 92 retourne alors jouer ce match de phases finales au stade olympique Yves-du-Manoir de Colombes.
À partir de 2020, la Paris La Défense Arena reçoit également chaque année l'étape finale du Supersevens, compétition professionnelle de rugby à sept organisé par la Ligue nationale de rugby.
En 2023, le Nanterre 92 organise une nouvelle rencontre face à l'ASVEL et bat son propre record d'affluence pour un match de basket en France (hors équipe nationale) avec 16 319 spectateurs.
En 2025, le Tournoi de tennis de Paris (Masters) déménage du palais omnisports de Paris-Bercy à Paris La Défense Arena.

#### Jeux olympiques et paralympiques de 2024
Pendant les Jeux olympiques de Paris, la salle accueille les épreuves de natation et les phases finales de water-polo, dans une configuration pour 15 000 spectateurs. Pendant les Jeux paralympiques, elle accueille les épreuves de natation.
À partir du 15 mai 2024, la salle est mise à disposition du Comité d'organisation des Jeux olympiques et paralympiques d'été de 2024 pour préparer les épreuves de natation des Jeux olympiques d'été de 2024.
Trois bassins de 50 mètres sont commandés à la société italienne Myrtha Pools (deux achats, une location). Après les compétitions, les bassins seront réutilisés à Pierreffite, Bagnolet et Sevran. Deux bassins de 50 * 25 mètres, de 2,15 mètres de profondeurs ont été installés à La Défense Arena, un pour les épreuves olympiques et un autre pour l’entraînement des athlètes.
L'enceinte reçoit les épreuves de natation du 27 juillet au 9 août. Les six derniers matchs du premier tour et la phase finale du tournoi masculin de water-polo se déroulent du 5 au 11 août tandis que la phase finale du tournoi féminin de water-polo ont lieu en parallèle du 6 au 10 août 2024. Enfin, les épreuves de natation des Jeux paralympiques d'été de 2024 ont lieu du 29 août - 7 septembre 2024.

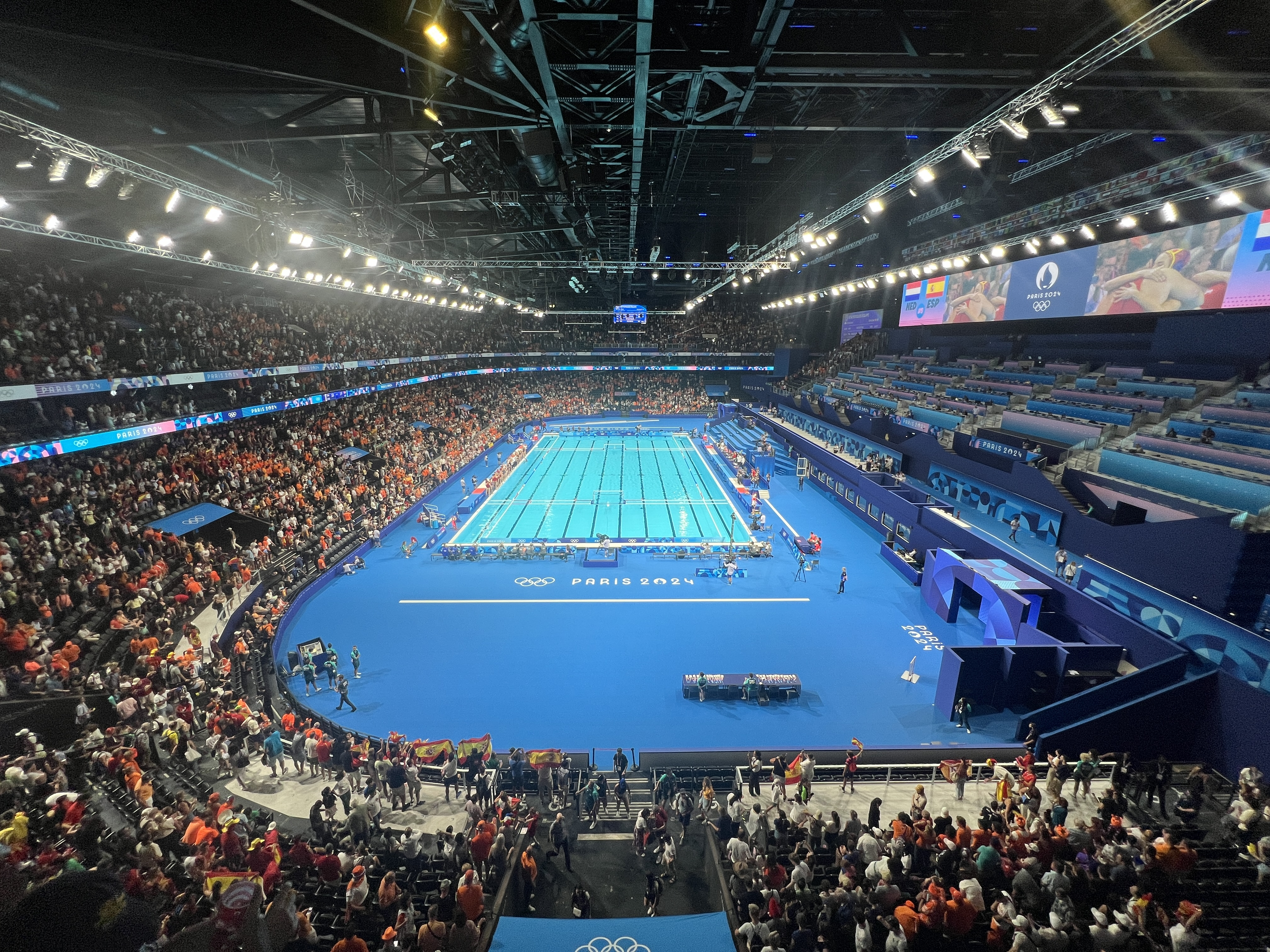
Paris La Défense Arena aménagée avec la piscine olympique
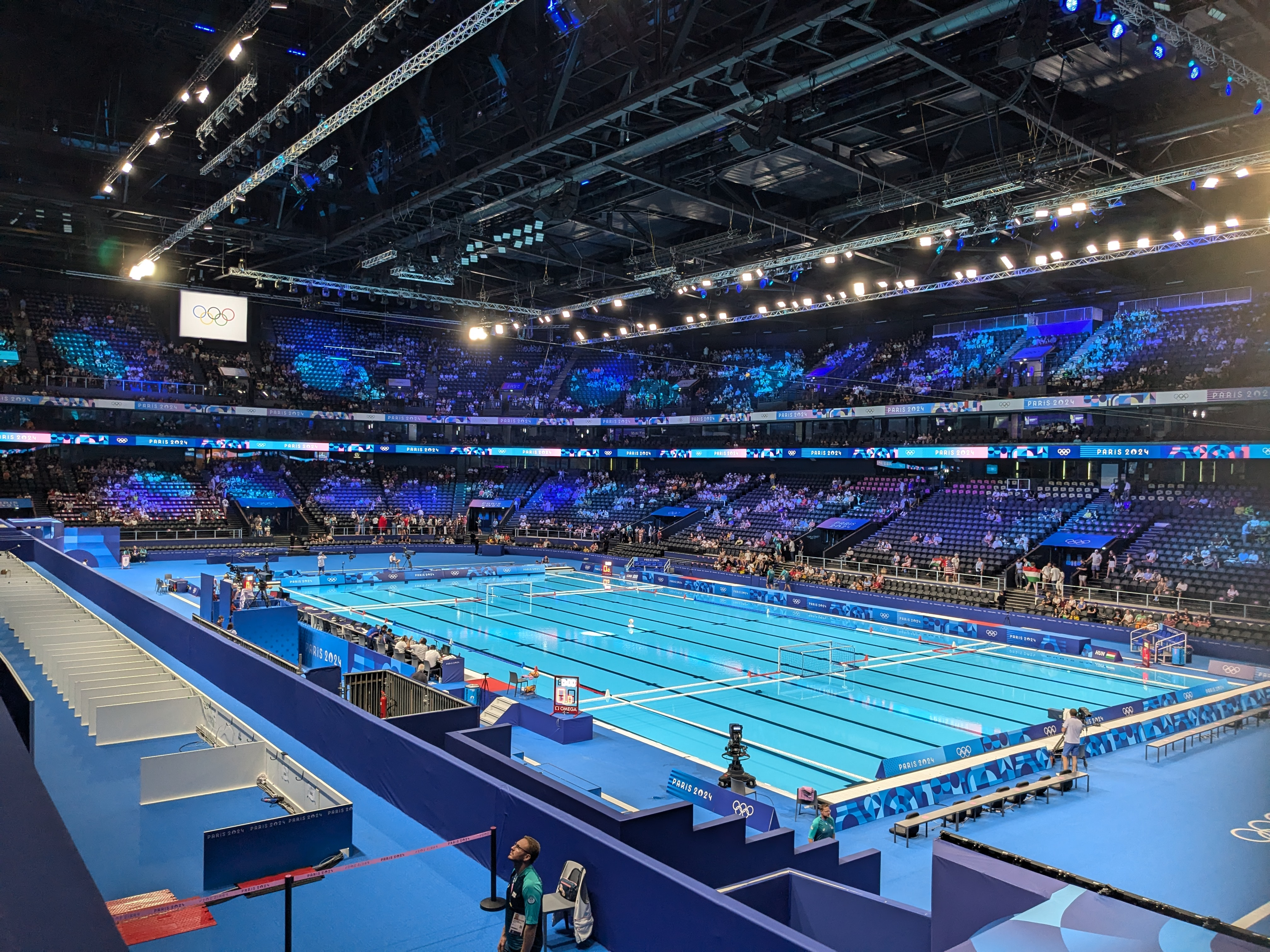
Piscine pour le tournoi olympique de water-polo
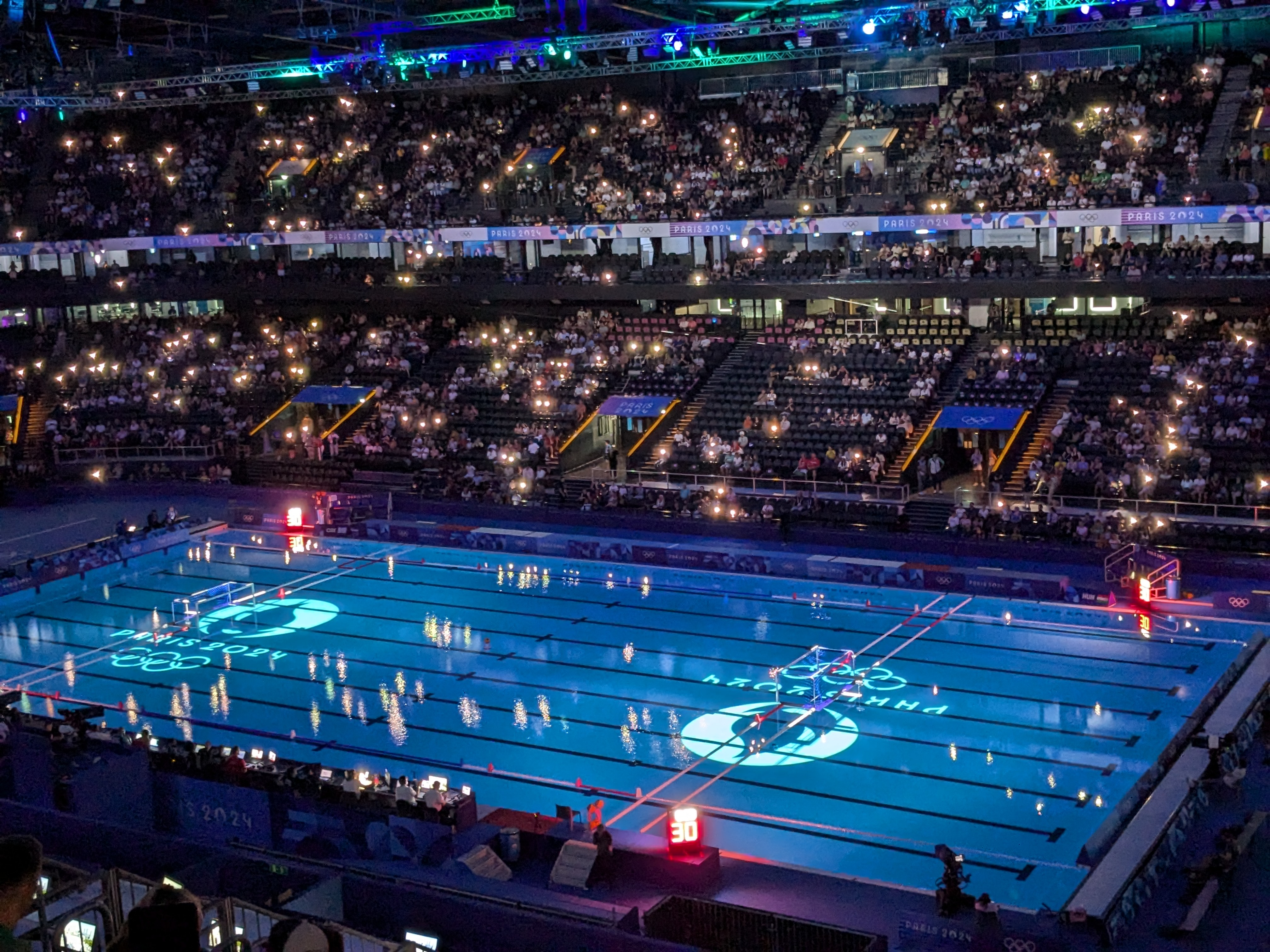
Spectacle de lumière
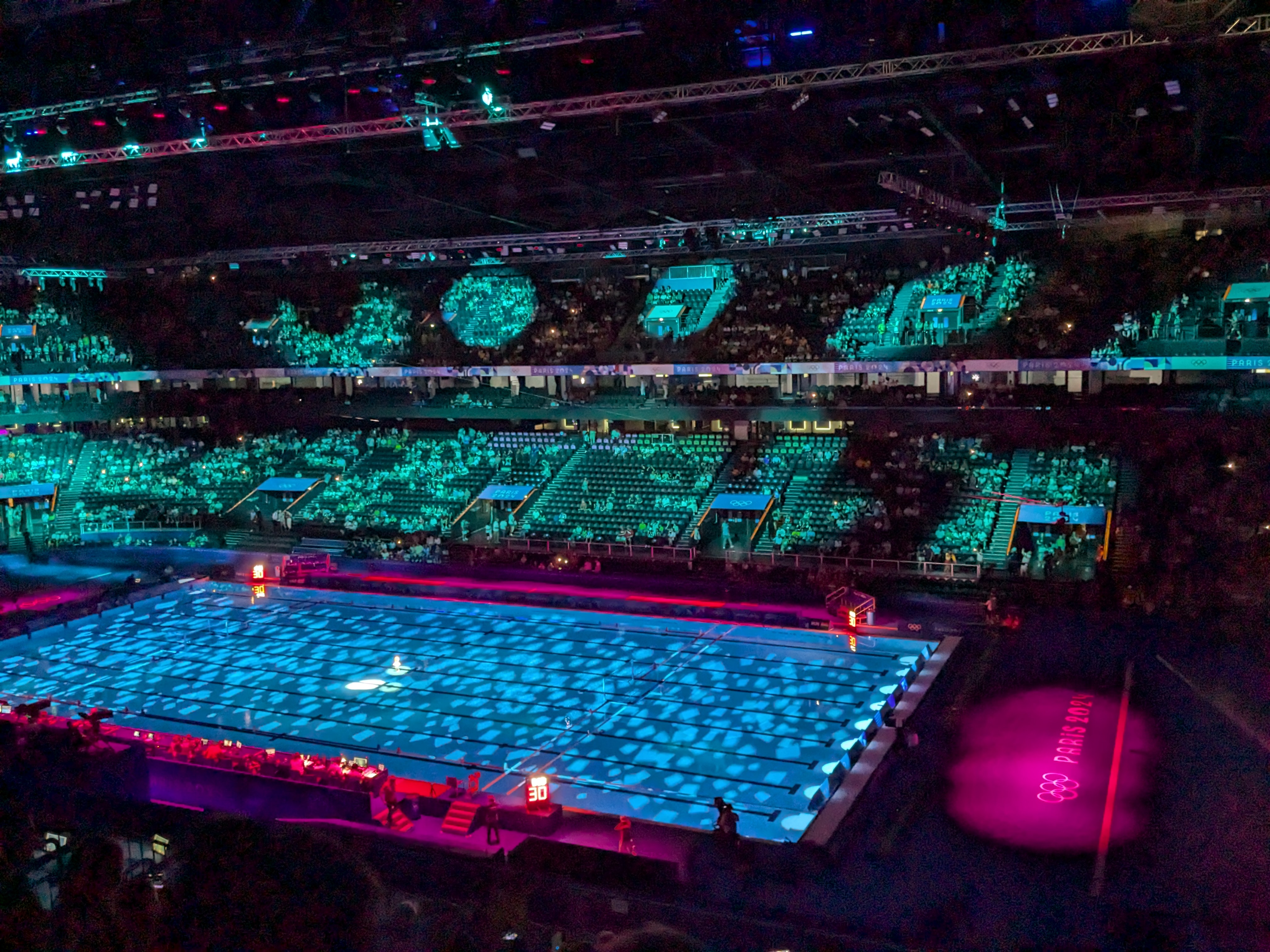
Spectacle de lumière
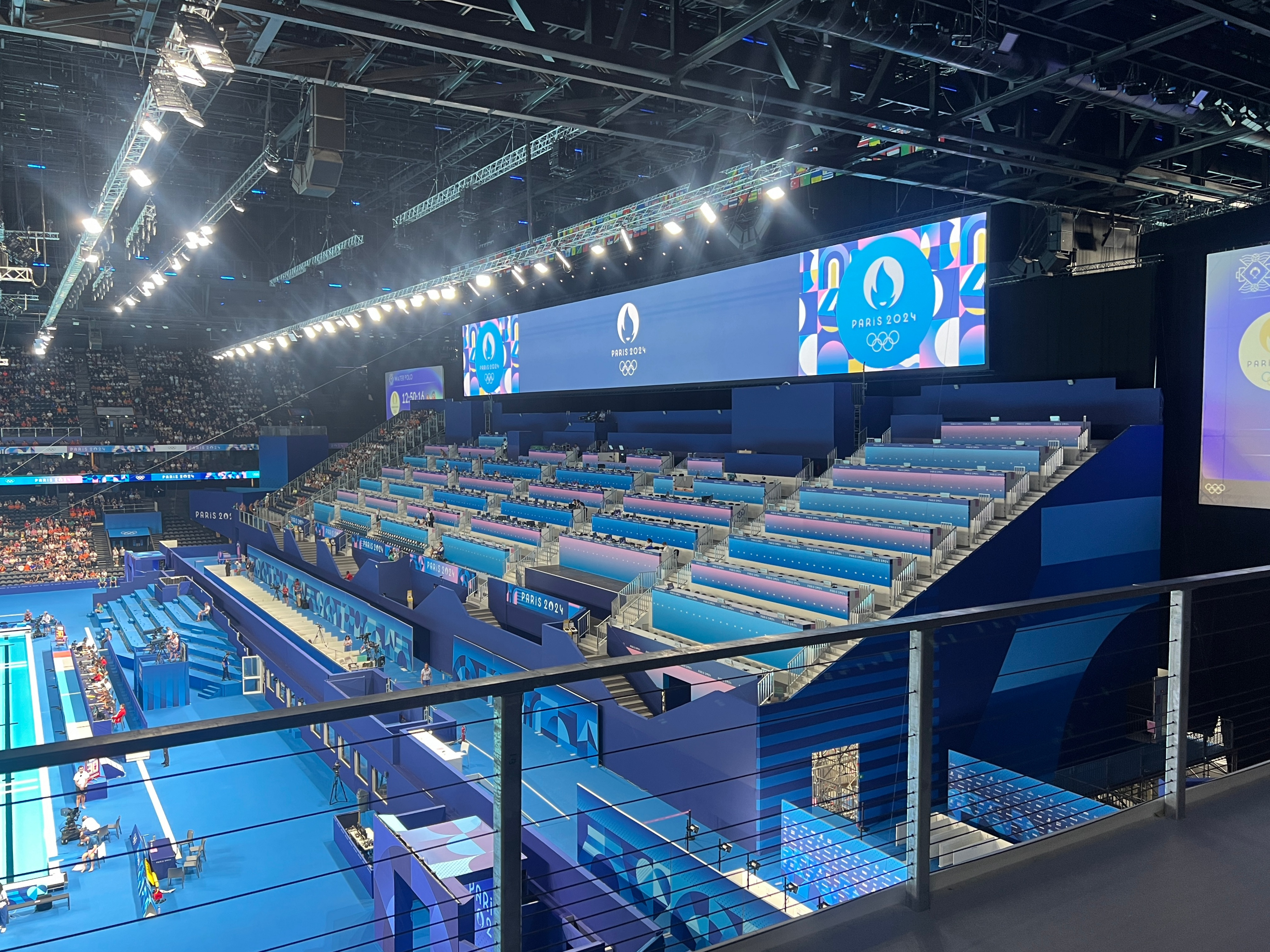
Tribune de presse

## Accès

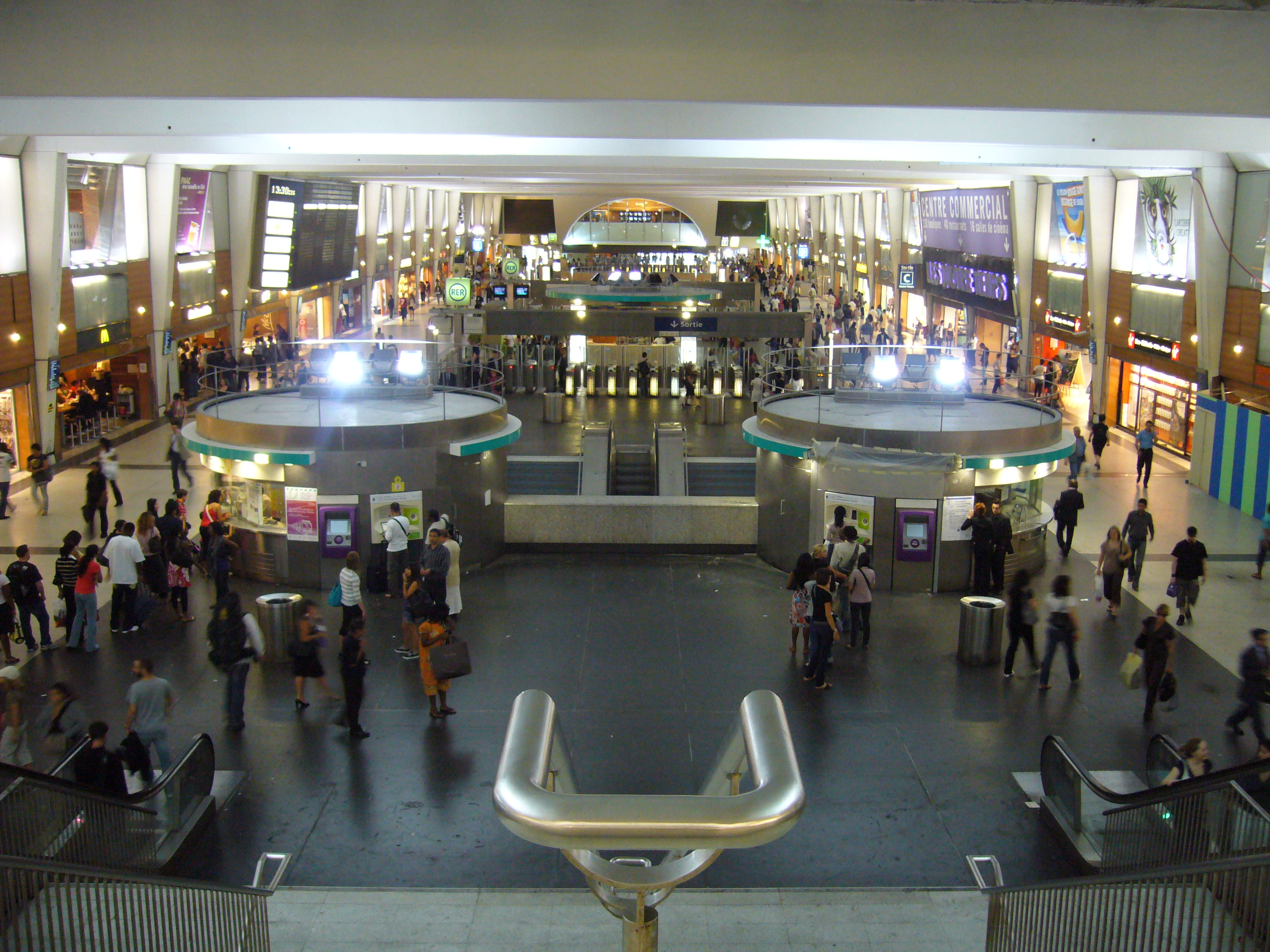
La gare de la Défense.

Les deux gares les plus proches de Paris La Défense Arena sont celle de Nanterre-Préfecture, desservie par le RER A à 400 mètres et celle de Nanterre-La-Folie, desservie par le RER E et à proximité immédiate de l'aréna, juste de l'autre côté du boulevard de La Défense.
L’aréna se situe également à 800 mètres du pôle de transport de La Défense desservi notamment par le RER A, le RER E, les lignes L et U du Transilien, la ligne 1 du métro et la ligne T2 du tramway.
La liaison avec le RER E, inaugurée au printemps 2024 pour les Jeux Olympiques et Paralympiques 2024 est partielle : la desserte est assurée uniquement en heures creuses sous la forme d'une navette entre Nanterre-La-Folie et Magenta - Gare du Nord avec une fréquence réduite. L'exploitation complète avec l'ensemble des missions du RER E desservant Nanterre est prévue pour fin 2024. La mise en service définitive du prolongement du RER E jusqu'à Mantes-la-Jolie est prévue pour 2026.
À terme, Paris La Défense Arena sera également desservie par la ligne 15 du métro voire aussi par un prolongement d'une station de la ligne 1 en réflexion.
Concernant l'accès automobile, Paris La Défense Arena est située entre les deux principaux périphériques d'Île-de-France : le boulevard périphérique de Paris et l'A86 (super périphérique parisien), pratiquement au-dessus de l'A14.

## Galerie

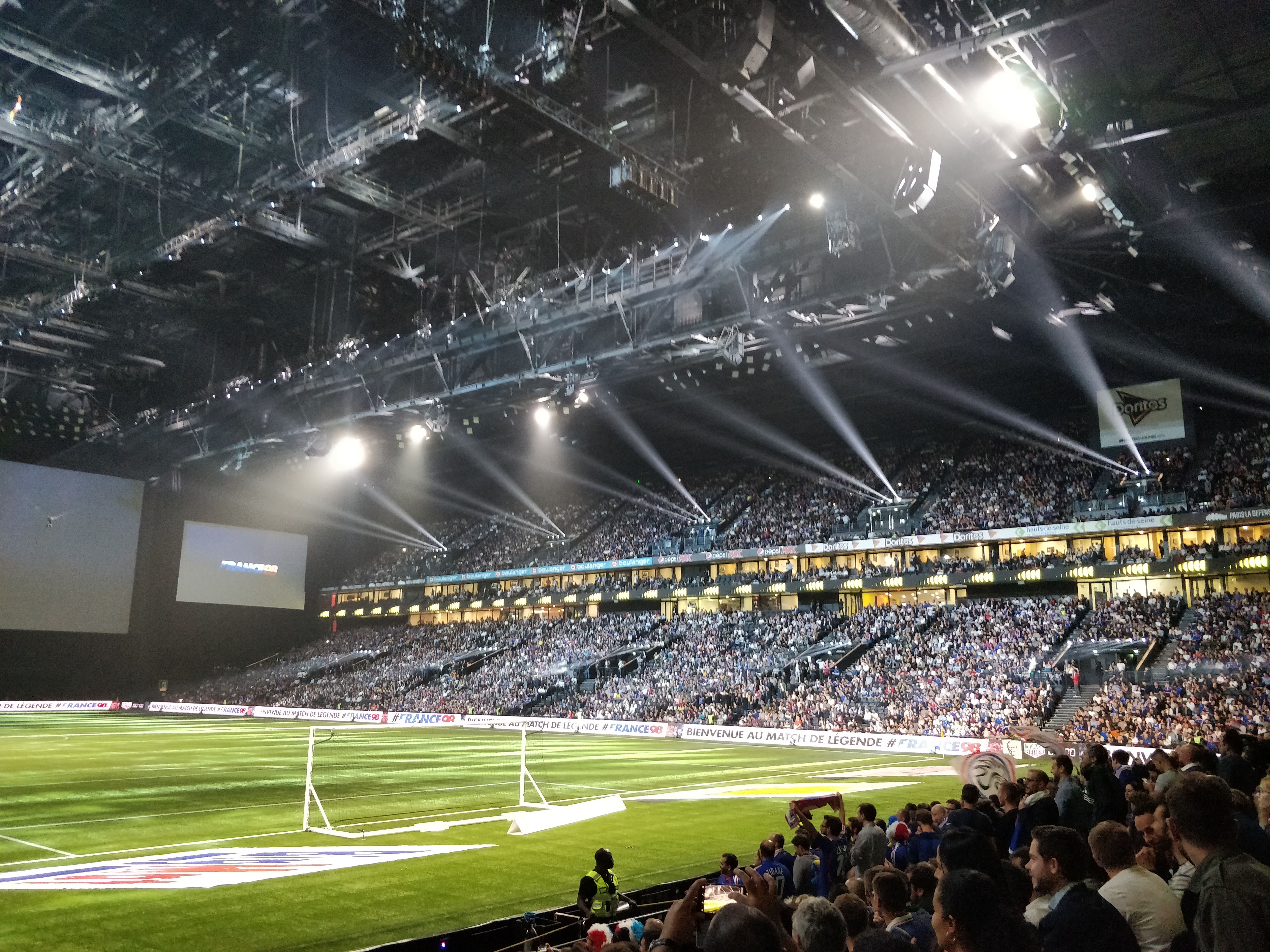
Paris La Défense Arena en juin 2018.
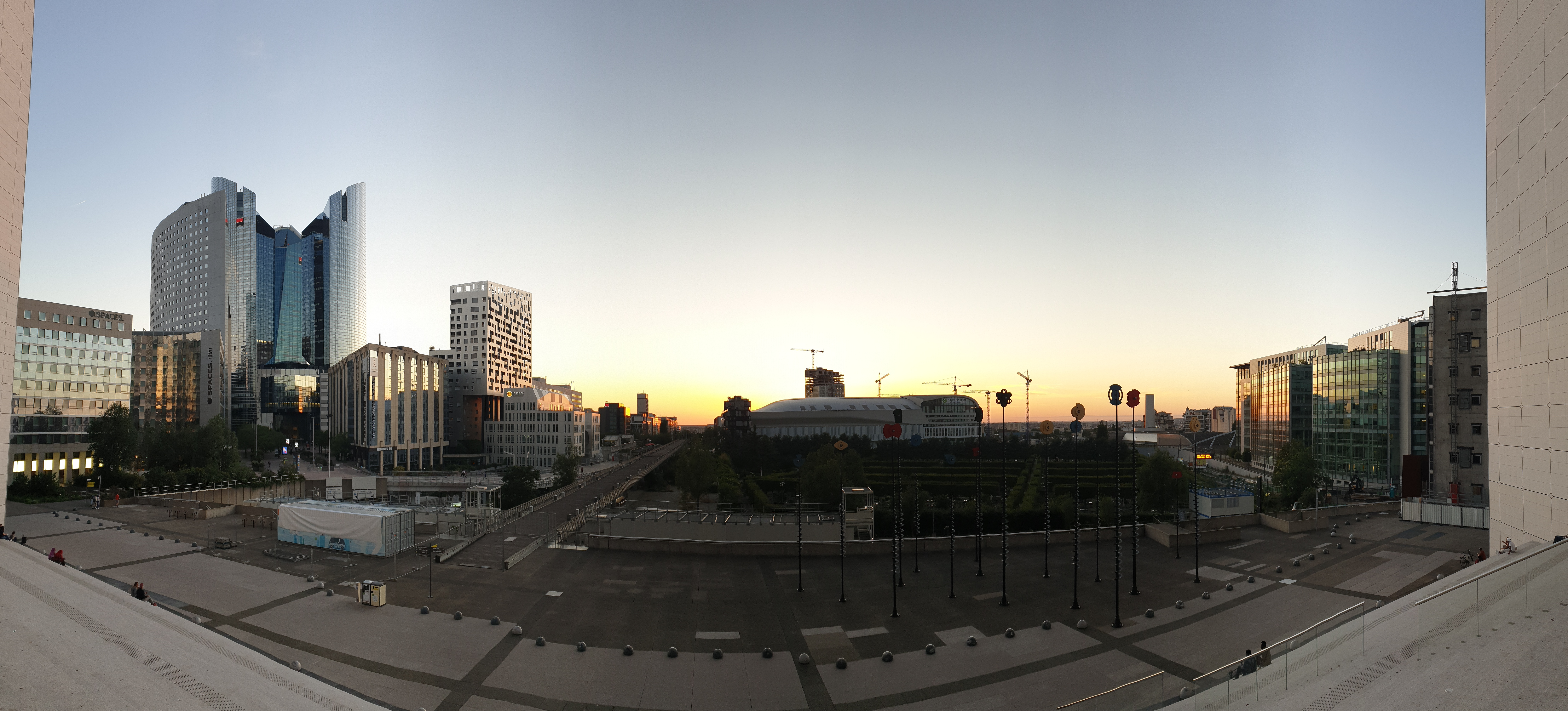
Vue depuis la partie ouest de la Grande Arche en juillet 2020 ; au centre : le stade Paris La Défense Arena.